# Michael Begon
Michael Begon (Michael E. „Mike“ Begon; * 1951) ist ein britischer Biologe und Professor für Ökologie. Zusammen mit den Ökologen Colin R. Townsend und John L. Harper verfasste er die auch im deutschsprachigen Raum weit verbreiteten Lehrbücher Ecology und Essentials of Ecology.
Begon beendete 1975 seine Ph.D. Arbeit an der University of Leeds und wechselte an die University of Liverpool. Dort ist er heute Professor für Ökologie an der School of Biological Sciences. Sein Hauptinteresse ist die Populationsökologie und Genetik von Insekten. Aktuell forscht er zum Great Gerbil in Kirgisien. In seiner Freizeit spielt er Tennis und Fußball und unterstützt den FC Liverpool.

## Veröffentlichungen
- mit Martin Mortimer & David J. Thompson: Population ecology. Blackwell Publishing, 1981; 2. Aufl. 1986; 3. Aufl. 1996, ISBN 1-4443-1375-4
  - Populationsökologie. Spektrum, Heidelberg/Berlin/Oxford 1997, ISBN 3-86025-258-5
- mit Colin R. Townsend & John L. Harper: Ecology: Individuals, Populations and Communities. Blackwell Publishing, 1986; 2. Aufl. 1990; 3. Aufl. 1996; 4. Aufl. 2006, ISBN 1-4051-5198-6
  - Ökologie. Individuen, Populationen und Lebensgemeinschaften. Birkhäuser, Basel/Boston/Berlin 1991, ISBN 3-7643-1979-8; Spektrum, Heidelberg/Berlin 1998, ISBN 3-8274-0227-1
- mit Colin R. Townsend & John L. Harper: Essentials of Ecology. Blackwell Publishing, 2000; 2. Aufl. 2003; 3. Aufl. 2008, ISBN 1-4443-0534-4
  - Ökologie. Springer, Berlin [u. a.] 2003, ISBN 3-540-00674-5 (Übersetzung der 2. Aufl.); ebd. 2009, ISBN 978-3-540-95896-3 (Übersetzung der 3. Aufl.)